# テングハコフグ
テングハコフグ（学名：Ostracion rhinorhynchos）は、ハコフグ科に分類される魚類の一種。インド太平洋に分布する。

## 分類と名称
1851年にオランダの魚類学者であるピーター・ブリーカーによって記載され、タイプ産地はジャワ島のジャカルタとされた。
属名は「小さな箱」を意味し、基準種であるミナミハコフグの体形を示している。種小名は「rhinos (嘴)」と「rhynchos (鼻)」を合わせたもので、成魚の突出した吻を示している。

## 形態
背鰭と臀鰭は9本の軟条から成る。尾鰭には10本の軟条があり、そのうち8本は分岐している。雄は頭部に大きく鈍い円錐状の突起がある。体は長楕円形で、背側には鈍い隆起があり、下側の側面には鋭い隆起があるが、体に棘は無い。上半身は淡い灰色で斑点があることもあるが、斑点は尾柄でより顕著で、側面では薄い。下半身は白く、鰭は暗褐色である。全長は35cmに達する。

## 分布と生態
モルディブとスリランカから東はミクロネシアのチューク州、北は南日本まで、インド太平洋に広く分布する。日本では房総半島から種子島までの太平洋岸で散発的に見られる。水深1-50mのサンゴ礁、砂地、岩礁に生息する。単独またはつがいで生活し、底生の無脊椎動物を捕食する。刺激を受けると皮膚から毒を含む粘液を放出する。

## 人との関わり
非常に稀な種であるため、食用とされることは無い。